# Echinocereus pensilis
Echinocereus pensilis là một loài thực vật có hoa trong họ Cactaceae. Loài này được (Brandegee) J.A.Purpus mô tả khoa học đầu tiên năm 1908.